# Oxytropis erecta
Oxytropis erecta là một loài thực vật có hoa trong họ Đậu. Loài này được Kom. miêu tả khoa học đầu tiên.